# Anaspis proteus
Anaspis proteus là một loài bọ cánh cứng trong họ Scraptiidae. Loài này được Wollaston miêu tả khoa học năm 1854.